# Cephalaria oblongifolia
Cephalaria oblongifolia là một loài thực vật có hoa trong họ Kim ngân. Loài này được (Kuntze) Szabó publ. 1926 mô tả khoa học đầu tiên năm 1925.